# North Bay (Wisconsin)
North Bay è un villaggio degli Stati Uniti d'America, situato in Wisconsin, nella contea di Racine.